# Bernard Parks
 (août 2023).
Si vous disposez d'ouvrages ou d'articles de référence ou si vous connaissez des sites web de qualité traitant du thème abordé ici, merci de compléter l'article en donnant les références utiles à sa vérifiabilité et en les liant à la section « Notes et références ».
Bernard C. Parks, né le 7 décembre 1943, est un homme politique américain, qui a été membre du conseil municipal de Los Angeles, représentant le 8e arrondissement du sud de Los Angeles de 2003 à 2015. Membre du parti démocrate, Parks a servi en tant que chef du département de police de Los Angeles d'août 1997 à mai 2002.

## Biographie

### Jeunesse et éducation
Bernard Parks naît à Beaumont, Texas, le 7 décembre 1943. Sa famille déménage à Los Angeles alors qu'il est encore jeune. Pendant ses études à l'école secondaire St. John Vianney, Parks joue au football et est délégué de classe. 
Parks est diplômé de la Daniel Murphy High School et a fréquenté le Los Angeles City College, où il obtient un baccalauréat. Après avoir obtenu son diplôme, il est embauché par General Motors. 
Parks s'est ensuite inscrit à l'académie de police de Los Angeles et, en février 1965, a prêté serment en tant qu'officier.

### Carrière dans la police
Parks est promu sergent en 1970. Cette même année, Parks commence également à fréquenter l'université Pepperdine, où il obtient un diplôme en gestion publique en 1976. Simultanément, il obtient un diplôme de maîtrise en administration publique de l'université de Californie du Sud. 
Pendant ses études universitaires, Parks est promu lieutenant et, en 1977, devient capitaine. En 1980, il obtient le grade de commandant et en 1988, il est nommé chef adjoint de la police de Los Angeles. 
En 1992, il devient chef adjoint de la police ; deux ans plus tard, à la suite d'une réorganisation institutionnelle, Parks reprend le rôle de sous-chef. En août 1997, Parks est nommé chef de la police de Los Angeles, poste qu'il occupe jusqu'en 2002.

#### Chef de la police de Los Angeles
Parks est nommé pour succéder à Willie L. Williams comme chef de la police de Los Angeles (LAPD) en 1997. Le LAPD sous sa direction se concentra sur la lutte contre le crime. Les arrestations augmentèrent et la criminalité diminua. Dans le même temps, Parks réorganisa les services de police, n'hésitant pas à rétrograder, réprimander ou renvoyer des centaines d'officiers, souvent pour incompétence. 
Au cours de son mandat, le LAPD fut secoué par un énorme scandale de corruption et de brutalité policière, impliquant la division Rampart. La corruption et les allégations d'activités criminelles par des membres de cette unité d'élite du LAPD, nommée CRASH (Community Resources Against Street Hoodlums) dataient des années Williams, mais elles ont fait surface pendant le mandat de Parks. Parks, qui aurait pu traiter la question comme faisant partie de l'héritage de son prédécesseur, s'est plutôt battu contre les révélations et les efforts de réforme du département pour y faire face.
En mai 2000, la description que fit Rafaël Perez de la corruption sévissant au sein du LAPD provoqua un séisme au niveau du gouvernement fédéral. La division des droits civiques du département de la justice, menaça d’intenter un procès civil sur les « habitudes et pratiques » du LAPD, à moins que la municipalité de Los Angeles n’accepta que le contrôle du Department soit confié à des auditeurs nommés par les autorités fédérales.
Bernard Parks et le district attorney Gil Garcetti, laissèrent dès lors éclater leurs différends au grand jour. Parks donna l’ordre de ne communiquer aux procureurs aucun renseignement en rapport avec l’enquête sur Rampart. Garcetti répliqua avec une proposition d’amnistie à l’égard des personnes qui, au sein du LAPD, avaient tiré la sonnette d’alarme, une idée qui avait déjà été rejetée par Parks lorsqu’elle avait été émise par la Police Protective League (organisation des officiers de la LAPD).
La corruption du LAPD a atteint de telles proportions qu’elle en dépasse presque la croyance. Les documents du procès indiquèrent que plusieurs policiers étaient directement payés par des trafiquants de drogue et d’autres représentants de gangs, et qu’ils ont été impliqués dans des fusillades, des coups montés sur des innocents, un braquage de banque, le trafic de drogue et la dissimulation de preuves sur des scènes de crime. Les officiers coupables aggravèrent leurs crimes en commettant des parjures à la barre et en tentant de détruire des preuves.
L’un des effets immédiats du scandale Rampart a été une perte dramatique de confiance dans le LAPD et l’éviction de Bernard Parks. La Commission de police, sous la direction du Rick J. Caruso, ne renouvelle pas sa confiance à Parks, qui fut remplacé par William Bratton, en 2002.

### Conseil municipal de Los Angeles
En 2003, Parks remporte le siège au conseil municipal de Los Angeles comme représentant le 8e arrondissement du district sud de Los Angeles. Il travaille à la modernisation de l'aéroport international de Los Angeles et contribue à ramener la Ligue nationale de football dans la ville.
En 2008, Parks cherche, en vain, à succéder à Yvonne Brathwaite Burke au conseil de surveillance du comté de Los Angeles, mais il perd face à Mark Ridley-Thomas. Il est également remplacé au conseil municipal de Los Angeles, en 2015.
Parks est membre de plusieurs organisations d'application de la loi locales, fédérales et nationales, ainsi que membre fondateur de la Fondation Oscar Joel Bryant, qui vise à favoriser la croissance et la compréhension entre les policiers noirs et leurs communautés.